# 村崎武明
村崎 武明（むらさき たけあき、1943年11月 - ）は、日本の数学者・教育学者。群馬大学教授。専門は代数幾何学・科学教育。

## 来歴・人物
- 1943年11月　出生
- 1966年3月　東京教育大学理学部数学科卒業
- 1968年3月　東京教育大学大学院理学研究科数学専修修士課程修了
- 1968年4月　広島大学理学部助手就任
- 1970年4月　群馬大学教育学部講師に就任
- 1973年4月　群馬大学教養部講師就任
- 1979年4月　群馬大学教育学部講師就任
- 1980年4月　群馬大学教育学部助教授就任
- 2002年4月　群馬大学教育学部教授就任

現在に至る。
趣味はボウリング。

## 専門分野
- 複素アーベル多様体に関する研究

（主に複素トーラス・ドラムコホモロジー）
- 幾何教育に関する研究

## 著書・論文

### 論文
- 『図形教材の一注意(余弦公式の周辺で)』

群馬大学教育実践研究 （大学・研究所等紀要、1999年）
- 『倍角の整数三角形について』

群馬大学教育学部紀要 自然科学編 （大学・研究所等紀要、2001年）
- 『図形教材(四面体)の一つの扱い方について』

群馬大学教育実践研究 （大学・研究所等紀要、2000年）
- 『図形教材の一つの扱い方について(図形の周長)』

群馬大学教育実践研究 （大学・研究所等紀要、2001年）
- 『図形教材(重心)の一つの扱い方について(補遺)』

群馬大学教育実践研究 （大学・研究所等紀要、2002年）
他多数

## 所属学会
- 日本数学会
- 日本数学教育学会